# 독감철

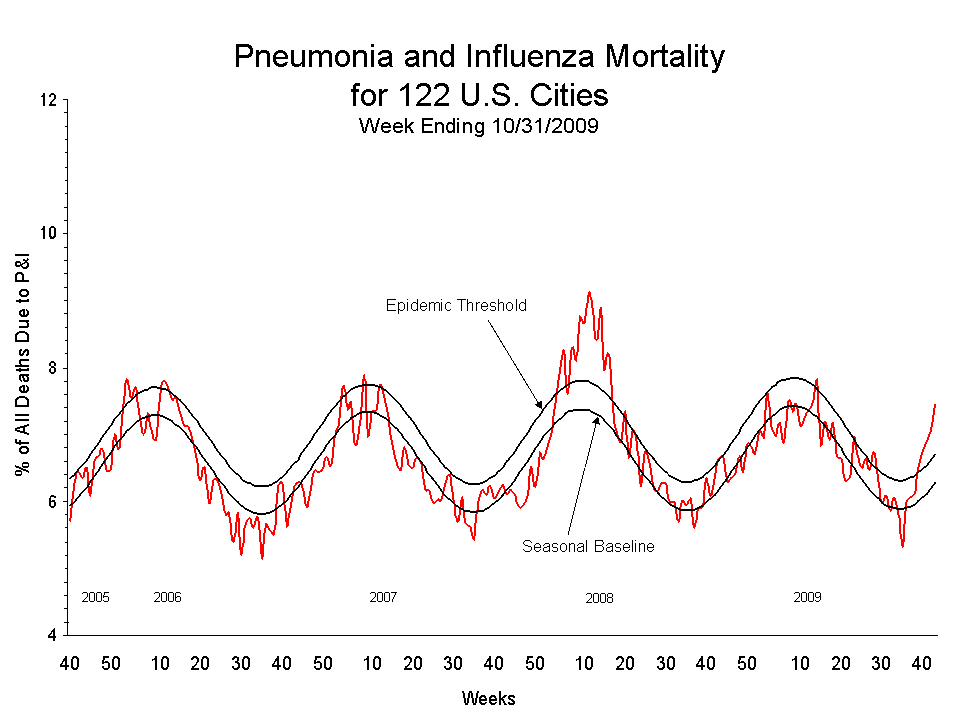
2010년에서 2015년까지 미국의 독감 또는 폐렴으로 인한 사망자 그래프.

독감철(毒感철, flu season)이란 매년 돌아오는 인플루엔자(독감)이 빈발하는 시기를 말한다. 남북 각 반구의 추운 시기에 독감이 주로 발생한다. 독감은 유행이 때때로 예측가능하며 심지어 지리적으로 추적할 수도 있다. 지역별로 편차는 있지만 대체로 독감은 약 3주에 걸쳐 유행이 절정에 이르고 이후 3주간 빠르게 사라진다.

## 원인
인플루엔자바이러스 A형, B형, C형의 감염으로 인해 독감이 발생하며, 기온이 하락함에 따라 독감 사례가 10배 이상 증가한다고 보고된다. 그러나 감염 자체는 사시사철 이루어진다. 그러나 전 해의 바이러스 노출이나 예방접종에 의해 집단면역이 형성되거나, 전 해에 유행했던 바이러스에 심각한 돌연변이가 발생하기 때문에 일반적으로 매 해 유행하는 바이러스의 주(strain)는 바뀌는 편이다.
독감철이 발생하는 정확한 이유는 아직 밝혀지지 않았으나, 다음의 가설이 제안되었다.
- 겨울철에 주로 실내에서 활동하므로 사람간 거리가 가까워짐에 따라 전염이 더욱 활발하게 일어난다.
- 자외선의 세기나 오존의 농도 등이 바이러스의 생존에 영향을 주기 때문에 특정 계절에 전염이 억제된다.
- 춥고 건조한 공기가 점막으로부터 수분을 빼앗아가기 때문에 바이러스가 호흡기를 쉽게 감염시킬 수 있다.[2][3][4]
- 낮은 기온에서 바이러스의 분해가 더 천천히 일어나기 때문이다.
- 자외선을 통한 피부에서의 비타민 D 합성이 줄어들어 면역계가 약해진다.[5][6][7]

춥고 건조한 공기가 에어로졸 형태의 바이러스 전염을 촉진한다는 사실이 기니피그를 대상으로 한 연구에서 밝혀졌으며, 건조한 공기에서 상대적으로 바이러스의 분해가 천천히 일어나고 추운 기온에서 숙주의 바이러스 배출이 더 오랫동안 이루어지는 것이 그 원인으로 지목되었다. 추운 기온이 면역계 자체를 약화시키지는 않는 것으로 관찰되었다.
2008년의 연구에서는 인플루엔자 바이러스들이 "버터와 유사한 코팅"을 가지고 있음이 밝혀졌다. 이 코팅은 바이러스가 기도로 진입할 때 녹아 사라진다. 겨울에는 이 코팅이 더욱 단단해지므로 마치 포자처럼 공기중에 오랫동안 남아있을 수 있는데 반해, 여름에는 바이러스가 기도에 도달하기 전에 이 코팅이 녹아 사라지는 것으로 보인다.

## 시기
대한민국에서는 12월 중순부터 3월 초까지가 독감철이나, 점점 앞당겨지는 추세이다. 미국에서는 10월에서 5월까지가 독감철이고, 보통 2월에 절정을 맞는다. 오스트레일리아에서는 5월에서 10월까지가 독감철인데, 보통 8월에 절정을 맞는다.
열대나 아열대지방에서도 독감철이 존재하나 더 추운 지역들만큼 심각한 양상을 보이지는 않는다. 온난습윤기후로 분류되는 홍콩에서는 12월에서 3월 사이가 독감철이다.

## 합병증
여러 가지 이유로 인해 면역력이 약해진 경우 독감으로부터 합병증이 발생할 수 있다.

### 당뇨
수백만 명이 앓고 있는 당뇨병의 경우 혈당이 높아지며 세균과 바이러스가 쉽게 번식할 수 있게 된다. 게다가 혈당이 조절되지 않으면서 면역계 역시 억제되므로, 당뇨환자의 경우 경미한 독감이나 감기에도 치명적일 수 있다. 따라서 독감철이 시작하기 전에 우선적으로 독감 접종을 실시할 것이 권장된다.

### 천식/COPD
천식이나 만성 폐쇄성 폐질환(COPD) 환자 역시 독감철이 시작하기 전에 우선 접종할 것이 권장된다. 천식환자는 인플루엔자나 감기 바이러스에 의해 폐렴, 급성 기관지염, 급성호흡곤란증후군 등의 치명적인 합병증에 걸릴 수 있다. 미국에서만 매년 10만명의 천식 환자가 호흡곤란 등 합병증으로 응급실을 방문한다.

### 암
암으로 인해 면역억제제를 투여중이거나 방사선 치료중인 경우 면역계의 약화로 인해 독감이 더 심각한 질병으로 발전할 수 있다. 암에 걸린 이력이 있는 환자는 구강투여형 백신이 아닌 주사형 백신을 접종해야한다. 비강투여형 백신은 살아있는 바이러스로 구성된 반면 주사형 백신은 비활성화된 바이러스로 구성되었기 때문에 억제된 면역계에 더 적합하기 때문이다.

### 후천면역결핍증후군
후천면역결핍증후군(AIDS) 환자의 경우 독감 뿐 아니라 다른 박테리아, 곰팡이, 원생동물 등의 일반적인 감염원에 모두 취약하다. 따라서 위의 암 환자와 마찬가지로 비강투여형이 아닌 주사형 백신을 접종해야하며, 만일 독감 의심 증상이 조금이라도 나타난다면 항바이러스제 처방을 받아야한다.

## 같이 보기
- 조류 인플루엔자
- 2017-18년 미국 독감